# 과나후아토

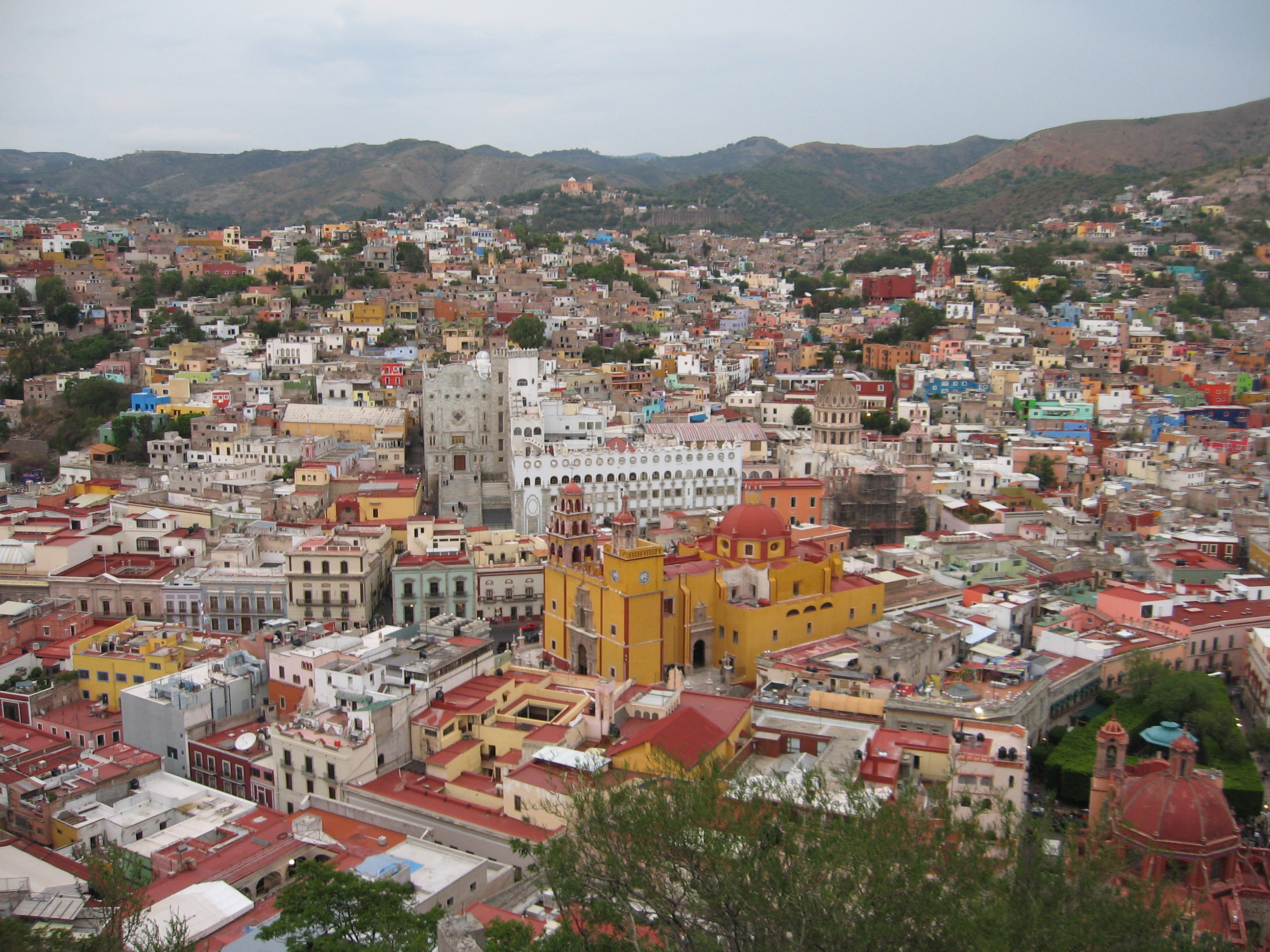
과나후아토

과나후아토(Guanajuato)는 멕시코 과나후아토주의 주도로,멕시코시티에서 북서쪽으로 273km, 해발 2050m에 위치해있고 인구는 4만 6000명이다. 1548년에 은 광산으로 발견되어 스페인에 의해 건설된 식민 도시이며, 18세기에 세계 최대의 은 생산지로 번영을 누렸다. 아직 고도(古都)의 면모가 남아 있고 1988년 유네스코 세계문화유산에 등록되어 있다. '멕시코 독립의 아버지'로 불리는 이달고 신부가 1810년 9월에 이곳에서 정부군을 상대로 첫 전투를 치른곳이기도 하다.

## 역사

### 광산도시
과나후아토라는 이름은 선주민족인 타라스코(Tarasco) 족의 언어에서 따온 것으로, ‘개구리 언덕(Quanax-juato)’이라는 어원을 가지고 있다. 에스파냐의 식민 시기 이전에 이 지역에는 오토미 족(Otomi)과 치치메카 족(Chichmeca), 타라스코 족(Tarasco)이 거주하였다. 에스파냐 인들이 들어오기 전부터 이 지역에서는 광업이 행해지고 있었으며, 아즈텍 족(Aztec)은 채굴된 귀금속으로 지배층의 장신구를 만들었다. 1548년에 산바르나베(San Barnabe) 은 광산이 과나후아토 시가지 외곽에서 발견되었고 라야스(Rayas), 메야도(Mellado), 카타(Cata), 라발렌시아(La Valencia), 파스티타(Pastita) 등의 광산이 차례로 발견되었으며, 광산의 이름은 곧 그 지역의 지명이 되었다.
광산이 발견되자 누에바에스파냐(Nueva España) 지역뿐 아니라 에스파냐에서까지 수천 명의 사람들이 과나후아토로 몰려들었다. 스페인 식민정부는 광산업자, 그리고 스페인에서 건너온 새 정착민들을 보호하기 위해 4개 지역에 요새가 건설하였다. 18세기에 볼리비아 포토시(Potosí) 광산이 쇠퇴기 맞이하자 세계 최대의 은 생산지로 번영을 누렸다. 그러나 도시 전반의 부유함에도 불구하고 노동자와 하층민은 가난에 허덕였다. 18세기 말, 과도한 세금에 대한 저항으로 시민들이 카하 레알(Caja Real: 생산된 은 중 에스파냐 왕에게 바칠 은을 저장하는 창고)을 습격하는 일도 발생하였다.

### 독립운동
이달고 신부의 ‘돌로레스의 외침’은 1810년 9월 15일 과나후아토 주의 돌로레스에서 이루어졌다.  9월 28일 이달고 신부가 과나후아토 정부군에게 항복 권유를 했으나, 이를 거절하였다. 혁명군은 곡물 창고에 진을 친 정부군과 이곳에서 멕시코 독립 전쟁의 첫 번째 전투를 벌였다. 이 곡물 창고는 규모가 매우 커서 ‘옥수수의 궁전’이라고 불리기도 했는데, 벽 또한 매우 두꺼웠다.
정부군의 강한 저항에 이달고 신부가 이끄는 혁명군은 고전하였는데, 이 지역의 한 광산 노동자가 큰 석판을 등에 지고 기어가 곡물 창고의 나무 문에 불을 질렀다. 덕분에 혁명군은 독립 전쟁의 첫 번째 전투에서 승리를 거두었다. 훗날 그 광산 노동자를 기리기 위해 석판을 멘 남자의 석상을 과나후아토 시가지가 내려다보이는 언덕 위에 세웠다. 그의 이름을 따서 피필라(El Pípila)라고 불리는 이 석상은 오늘날 과나후아토의 상징이 되어 있다.

### 도시 건축물
광산이 가져다준 부유함은 그시대에 만들어진 건축물속에서 엿볼 수 있다. 식민지 시대 만들어진 유럽풍의 광장과 거리, 웅장하고 아름다운 바로크 양식과 신고전주의 양식의 건물들이 많이 남아 있어 과나후아토를 중앙아메리카에서 만나는 ‘스페인풍 중세도시’라고들 한다. 과나후아토의 스페인풍 건물은 과거 중남미 식민도시의 건축양식 전체에 영향을 미칠 정도였다. 특히 라콤파냐(La Compañía) 성당과 라 발렌시아나(La Valenciana) 성당은 중남미에 있는 바로크 건축의 걸작품으로 꼽힌다. 과나후아토성모마리아(Basilica of our Lady of Guanajuato) 성당은 1696년에 세운 것으로 7세기에 만든 성모상이 안치되어 있다. 유네스코(UNESCO:국제연합교육과학문화기구)에서는 1988년 과나후아토 역사마을과 주변광산지대를 세계문화유산으로 지정하였다.

## 기후
| Guanajuato, Guanajuato (1951–2010)의 기후                    | Guanajuato, Guanajuato (1951–2010)의 기후 | Guanajuato, Guanajuato (1951–2010)의 기후 | Guanajuato, Guanajuato (1951–2010)의 기후 | Guanajuato, Guanajuato (1951–2010)의 기후 | Guanajuato, Guanajuato (1951–2010)의 기후 | Guanajuato, Guanajuato (1951–2010)의 기후 | Guanajuato, Guanajuato (1951–2010)의 기후 | Guanajuato, Guanajuato (1951–2010)의 기후 | Guanajuato, Guanajuato (1951–2010)의 기후 | Guanajuato, Guanajuato (1951–2010)의 기후 | Guanajuato, Guanajuato (1951–2010)의 기후 | Guanajuato, Guanajuato (1951–2010)의 기후 | Guanajuato, Guanajuato (1951–2010)의 기후 |
| 월                                                           | 1월                                       | 2월                                       | 3월                                       | 4월                                       | 5월                                       | 6월                                       | 7월                                       | 8월                                       | 9월                                       | 10월                                      | 11월                                      | 12월                                      | 연간                                      |
| ------------------------------------------------------------ | ----------------------------------------- | ----------------------------------------- | ----------------------------------------- | ----------------------------------------- | ----------------------------------------- | ----------------------------------------- | ----------------------------------------- | ----------------------------------------- | ----------------------------------------- | ----------------------------------------- | ----------------------------------------- | ----------------------------------------- | ----------------------------------------- |
| 역대 최고 기온 °C (°F)                                       | 28.9 (84.0)                               | 33.6 (92.5)                               | 34.7 (94.5)                               | 37.0 (98.6)                               | 38.9 (102.0)                              | 37.2 (99.0)                               | 34.1 (93.4)                               | 34.5 (94.1)                               | 33.5 (92.3)                               | 34.0 (93.2)                               | 29.8 (85.6)                               | 29.7 (85.5)                               | 38.9 (102.0)                              |
| 일평균 최고 기온 °C (°F)                                     | 22.3 (72.1)                               | 24.1 (75.4)                               | 27.1 (80.8)                               | 29.4 (84.9)                               | 30.6 (87.1)                               | 28.7 (83.7)                               | 26.9 (80.4)                               | 26.8 (80.2)                               | 26.1 (79.0)                               | 25.5 (77.9)                               | 24.2 (75.6)                               | 22.6 (72.7)                               | 26.2 (79.2)                               |
| 일일 평균 기온 °C (°F)                                       | 14.6 (58.3)                               | 16.0 (60.8)                               | 18.4 (65.1)                               | 20.8 (69.4)                               | 22.3 (72.1)                               | 21.7 (71.1)                               | 20.5 (68.9)                               | 20.4 (68.7)                               | 19.9 (67.8)                               | 18.6 (65.5)                               | 16.6 (61.9)                               | 15.0 (59.0)                               | 18.7 (65.7)                               |
| 일평균 최저 기온 °C (°F)                                     | 6.9 (44.4)                                | 7.9 (46.2)                                | 9.7 (49.5)                                | 12.2 (54.0)                               | 14.0 (57.2)                               | 14.7 (58.5)                               | 14.1 (57.4)                               | 14.1 (57.4)                               | 13.8 (56.8)                               | 11.7 (53.1)                               | 9.0 (48.2)                                | 7.5 (45.5)                                | 11.3 (52.3)                               |
| 역대 최저 기온 °C (°F)                                       | −1.5 (29.3)                               | −2.0 (28.4)                               | 0.3 (32.5)                                | 5.5 (41.9)                                | 8.0 (46.4)                                | 9.0 (48.2)                                | 10.4 (50.7)                               | 9.0 (48.2)                                | 4.8 (40.6)                                | 2.2 (36.0)                                | −4.0 (24.8)                               | −4.0 (24.8)                               | −4.0 (24.8)                               |
| 평균 강우량 mm (인치)                                        | 16.4 (0.65)                               | 11.9 (0.47)                               | 8.8 (0.35)                                | 8.1 (0.32)                                | 42.4 (1.67)                               | 136.9 (5.39)                              | 179.8 (7.08)                              | 149.4 (5.88)                              | 122.8 (4.83)                              | 35.6 (1.40)                               | 10.4 (0.41)                               | 8.0 (0.31)                                | 730.5 (28.76)                             |
| 평균 강우일수 (≥ 0.1 mm)                                     | 2.8                                       | 2.1                                       | 1.8                                       | 2.7                                       | 7.1                                       | 12.3                                      | 15.7                                      | 13.7                                      | 10.6                                      | 5.0                                       | 2.2                                       | 2.1                                       | 78.1                                      |
| 평균 상대 습도 (%)                                           | 61                                        | 59                                        | 54                                        | 51                                        | 57                                        | 65                                        | 70                                        | 71                                        | 70                                        | 68                                        | 65                                        | 65                                        | 63                                        |
| 평균 월간 일조시간                                           | 225                                       | 238                                       | 273                                       | 266                                       | 266                                       | 211                                       | 204                                       | 233                                       | 194                                       | 240                                       | 242                                       | 223                                       | 2,815                                     |
| 출처 1: Servicio Meteorológico Nacional (humidity 1981–2000) |                                           |                                           |                                           |                                           |                                           |                                           |                                           |                                           |                                           |                                           |                                           |                                           |                                           |
| 출처 2: Ogimet (sun 1981–2010)                               |                                           |                                           |                                           |                                           |                                           |                                           |                                           |                                           |                                           |                                           |                                           |                                           |                                           |